# غانيش ثابا
غانيش ثابا هو لاعب كرة قدم دولي متقاعد ورئيس سابق لاتحاد كرة القدم النيبالي. كان رئيسًا لاتحاد جنوب آسيا لكرة القدم ونائبًا لرئيس الاتحاد الآسيوي لكرة القدم.

## عائلته
ثابا هو الأخ الأصغر للسياسي كمال ثابا.

## حياته المهنية
كان غانيش ثابا لاعبًا وطنيًا وقائدًا للمنتخب الوطني من عام 1979 إلى عام 1989. لعب لصالح نادي إيست بنغال لكرة القدم في دوري كلكتا لكرة القدم. كما لعب أيضًا في دوري دكا لكرة القدم لصالح نادي محمدان إس سي، ونادي رحمت جانج إم إف إس، ونادي دكا واندررز. مثل ثابا أيضًا أباهاني كريرا شقرا في كأس الآغا خان الذهبية 1981–82.

## التغييرات التي طرأت على كرة القدم النيبالية في عهد ثابا
- بدأت بطولة دوري الدرجة الأولى التي توقفت بالفعل.
- إنشاء أكاديمية للشباب.
- أعطى تركيزًا خاصًا لكرة القدم للشباب.
- حاول جعل نظام الدوري النيبالي لكرة القدم أكثر احترافية.
- تطوير كرة القدم النيبالية.
- مرافق أفضل ومكافآت أفضل للاعبين.

## اتهامات بالفساد
في أعقاب قضية فساد محمد بن همام. ذكرت صحيفة "صنداي تايمز" البريطانية أن رئيس اتحاد كرة القدم النيبالي غانيش ثابا حصل على 115 ألف جنيه إسترليني من رئيس الاتحاد الآسيوي لكرة القدم الموقوف واللجنة التنفيذية للاتحاد الدولي لكرة القدم. وكشفت وكالة أسوشيتد برس أن ثابا تلقى هدية غير قانونية بقيمة 100 ألف دولار من بن همام في عام 2009. تم إيداع الأموال في الحساب المصرفي الشخصي لابن ثابا، جاراو ثابا. وزعم ثابا لاحقًا أنه اقترض المال لاستخدامه الشخصي، وأن مثل هذا الكشف لن يشوه صورة نيبال وكرة القدم النيبالية.
في نوفمبر 2015، أوقفته لجنة الأخلاقيات التابعة للفيفا لمدة 10 سنوات. وقد استأنف ثابا، الذي كان أيضًا عضوًا في البرلمان النيبالي، القرار أمام محكمة التحكيم الرياضية. في عام 2016، أصبح ماني كونوار، صهر ثابا، نائبًا لرئيس اتحاد كرة القدم النيجيري. في عام 2017، صرح ثابا أنه فيما يتعلق بقضية الفساد، فقد حصل بالفعل على شهادة نظيفة في نيبال، وأن الوقت سوف يثبت براءته فيما يتعلق بقضايا خارج نيبال.

## الأوسمة
نال غانيش الميدالية الفضية في دورة ألعاب جنوب آسيا لعام 1987.